# Acer spitzi
Acer spitzi — вимерлий вид клена, описаний з однієї викопної крилатки. Вид відомий виключно з відкладень раннього еоцену, відкритих на північному сході штату Вашингтон, США. Це єдиний вид, що належить до вимерлої секції Spitza.

## Поширення й палеоекологія
Acer spitzi відомий з єдиного зразка, який було знайдено в одному місці на еоценовому нагір'ї Оканаган, відслоненні іпрської гори Клондайк у Репабліку. Формація зберігає високогірну озерну систему, оточену змішаним хвойно-широколистяним лісом із вулканізмом неподалік. Пилкова флора містить помітні елементи берези та золотої модрини, а також чіткі сліди ялиці, ялини, кипариса та пальми. Вулф і Танаї (1987) інтерпретували лісовий клімат як мікротермальний, що мав чіткі сезонні коливання температури, які взимку опускалися нижче нуля. Проте подальші дослідження показали, що озерна система була оточена екосистемою теплого помірного клімату, яка, ймовірно, мала клімат від верхнього мікротермального до нижнього мезотермального, в якому зимові температури рідко опускалися достатньо низько для снігу, і які були рівномірними за сезоном. Палеоліси високогір'я Оканаган, що оточують озера, були описані як попередники сучасних широколистяних і змішаних лісів помірного поясу Східної Північної Америки та Східної Азії. Судячи з викопних біот, озера були вищими та прохолоднішими, ніж одновікові прибережні ліси, що збереглися в групі Пуджет і формації Чаканат у Західному Вашингтоні, які описуються як екосистеми низинних тропічних лісів.

## Опис
Плоди A. spitzi — це крилатки, які народжуються парами, з'єднаними біля основи плоду широкою площиною прикріплення, що утворює кут прикріплення 40°. Шрам прикріплення на голотипі становить приблизно 4–6 мм і має глибину принаймні 2 мм. Горішок 7–8 × 5 мм має широкоовальний контур із трохи ширшим кінцем крила та помітно роздутий. Група до восьми ледь помітних жилок розташована паралельно одна одній над верхівковою половиною горішка, оточена парою піднятих фланців, які проходять через верхівкову 1/3 горішка. Жилки горішка не зливаються разом уздовж верхнього краю крила. Загальна довжина крилатки становить приблизно 18-22 міліметри з шириною крил 10 міліметрів в найширшій частині. Контур крила прямий на верхньому краї на 2/3 довжини крила змінюється широко закругленою верхівкою на останній 1/3 довжини. Нижній край крила широко опуклий і досягає найбільшої ширини в апікальній 1/3 крила. Основа крила потовщена з жилкуванням, утвореним шістьма жилками, які зливаються вздовж верхнього краю крила, а потім розщеплюються та загинаються вниз у крило під кутами від 10° до 30°. Кожна з крилових жил має неправильний шлях, іноді діхотомізуючи, а часто анастомозуючи, з утворенням сітчастого жилкування.